# Yirrkala maculata
Yirrkala maculata är en fiskart som först beskrevs av Klausewitz, 1964.  Yirrkala maculata ingår i släktet Yirrkala och familjen Ophichthidae. Inga underarter finns listade i Catalogue of Life.